# چریکه هورام
چریکهٔ هورام فیلمی به کارگردانیِ فرهاد مهران‌فر و نویسندگیِ فرهاد مهران‌فر و محمّد رضایی راد ساختهٔ سالِ ۱۳۷۸ است.

## بازیگران
- مریم مقدم
- یوسف مرادیان
- هواس پلوک
- پریوش نظریه
- هادی ضیاالدینی
- خسرو شهراز
- ابراهیم سعدالهی
- عطیه فتحی
- هانا مرادی
- سارا غفاری
- ویدا رضایی
- عاطفه افشین مهر
- کمال شفیعی
- آناهیتا کبیرکوه
- توفیق احمدی
- مهدی خلیل زاده
- آسکه سرحدی
- لیلا فکوریان
- فریبا فکوریان
- مژگان عطایی
- چنور تک تازان
- محی الدین اله مرادی
- غلام مرادی
- محمود تشکری
- رئوف خسروی
- صالح